# Louis Lachenal
Louis Lachenal (Annecy, 17 de juliol de 1921 - Vallée Blanche, 25 de novembre de 1955), escalador francès nascut a Annecy, Alta Savoia, va ser un dels dos primers alpinistes a escalar un cim de més de 8.000 metres. El 3 de juny de 1950 a l'expedició francesa a l'Annapurna de 1950, juntament amb Maurice Herzog, va assolir el cim de l'Annapurna I al Nepal a una alçada de 8.091 m. Prèviament havia fet la segona ascensió de la cara nord de l'Eiger l'any 1947, amb Lionel Terray. Va morir en caure a una esquerda coberta de neu mentre esquiava a la Vallée Blanche a Chamonix. La muntanya Pointe Lachenal al massís del Mont Blanc va rebre el seu nom.
També va ser guia de muntanya i en 1948 va ser membre de la Compagnie des guides de Chamonix.